# ULAF Superleague 2021
La ULAF Superleague 2021 è la 6ª edizione del campionato di football americano di primo livello, organizzato dalla ULAF.

## Squadre partecipanti
| Club             | Città    | Stadio | Sponsor ufficiale | Risultato nella stagione 2020 |
| ---------------- | -------- | ------ | ----------------- | ----------------------------- |
| Kharkiv Atlantes | Charkiv  |        |                   |                               |
| Kiev Capitals    | Kiev     |        |                   |                               |
| Kiev Patriots    | Kiev     |        |                   |                               |
| Kiev Slavs       | Kiev     |        |                   |                               |
| Lviv Lions       | Leopoli  |        |                   |                               |
| Mykolaiv Vikings | Mykolaïv |        |                   |                               |
| Odessa Rangers   | Odessa   |        |                   |                               |
| Vinnytsia Wolves | Vinnycja |        |                   |                               |

## Stagione regolare

### Calendario

#### 1ª giornata
| Ščaslyve 15 maggio 2021, ore 12:00 | Kiev Capitals | 40 – 0 (16-0 8-0 2-0 14-0) referto | Odessa Rangers | Stadion Poselka Sčaslivoe |

| Kiev 15 maggio 2021 | Kiev Patriots | 19 – 6 (0-0 0-6 12-0 7-0) referto | Kiev Slavs | Lokomotyv Stadium |

| Mykolaïv 15 maggio 2021 | Mykolaiv Vikings | 0 – 38 (0-16 0-0 0-16 0-6) referto | Kharkiv Atlantes | Park Peremohy Stadium |

| Leopoli 16 maggio 2021, ore 16:00 | Lviv Lions | 6 – 7 (6-0 0-0 0-7 0-0) referto | Vinnytsia Wolves | Stadion Sokil |

#### 2ª giornata
| Kiev 29 maggio 2021 | Kiev Slavs | 3 – 44 (3-16 0-0 0-14 0-14) referto | Lviv Lions | Stadion Vygurovščina |

| Charkiv 29 maggio 2021 | Kharkiv Atlantes | 0 – 42 (0-13 0-14 0-6 0-6) referto | Kiev Capitals | Stadion Dinamo |

| Vinnycja 30 maggio 2021 | Vinnytsia Wolves | 7 – 0 (0-0 7-0 0-0 0-0) referto | Kiev Patriots | Nyva Stadion |

| Odessa 30 maggio 2021 | Odessa Rangers | 28 – 0 referto | Mykolaiv Vikings | Stadion Spartak |

#### 3ª giornata
| Mykolaïv 12 giugno 2021 | Mykolaiv Vikings | 2 – 44 (0-6 2-8 0-18 0-12) referto | Kiev Capitals | Park Peremohy Stadium |

| Vinnycja 12 giugno 2021 | Vinnytsia Wolves | 43 – 0 (14-0 15-0 7-0 7-0) referto | Kiev Slavs | Nyva Stadion |

| Leopoli 12 giugno 2021 | Lviv Lions | 39 – 18 (8-0 8-12 8-0 15-6) referto | Kiev Patriots | Stadion Junost' |

| Charkiv 13 giugno 2021 | Kharkiv Atlantes | 42 – 26 (14-0 20-12 8-6 0-8) referto | Odessa Rangers | SK Zvezda |

#### 4ª giornata
| Kiev 26 giugno 2021 | Kiev Capitals | 39 – 0 referto | Mykolaiv Vikings | Stadion im. Ivana Černjachovskogo |

| Odessa 26 giugno 2021 | Odessa Rangers | 18 – 44 referto | Kharkiv Atlantes | Stadion Spartak |

| Kiev 26 giugno 2021 | Kiev Patriots | 6 – 35 (0-6 0-8 6-8 0-13) referto | Lviv Lions | Stadion Lokomotiv |

| Kiev 27 giugno 2021 | Kiev Slavs | 0 – 36 | Vinnytsia Wolves | CSA Desnjanskogo rajona |

#### 5ª giornata
| Kiev 10 luglio 2021 | Kiev Capitals | 35 – 0 referto | Kharkiv Atlantes | Stadion Atlet |

| 10 luglio 2021 | Kiev Patriots | 6 – 34 referto | Vinnytsia Wolves |  |

| Mykolaïv 10 luglio 2021 | Mykolaiv Vikings | 20 – 23 referto | Odessa Rangers | Park Peremohy Stadium |

| Leopoli 11 luglio 2021 | Lviv Lions | 48 – 18 referto | Kiev Slavs | Stadion Junost' |

#### 6ª giornata
| Vinnycja 24 luglio 2021, ore 15:00 | Vinnytsia Wolves | 10 – 28 (4-0 6-0 0-22 0-6) referto | Lviv Lions | Nyva Stadion |

| Odessa 24 luglio 2021 | Odessa Rangers | 15 – 55 referto | Kiev Capitals | Stadion Spartak |

| Charkiv 25 luglio 2021 | Kharkiv Atlantes | 43 – 6 (7-0 16-0 8-0 12-6) referto | Mykolaiv Vikings | SK Zvezda |

| Kiev 25 luglio 2021 | Kiev Slavs | 7 – 19 referto | Kiev Patriots | CSA Desnjanskogo rajona |

### Classifiche
Le classifiche della regular season sono le seguenti:
- PCT = percentuale di vittorie, G = partite giocate, V = partite vinte, P = partite perse, PF = punti fatti, PS = punti subiti

#### Divisione Est
| Pos. | Squadra          | PCT   | G | V | N | P | PF  | PS  |
| ---- | ---------------- | ----- | - | - | - | - | --- | --- |
| 1    | Kiev Capitals    | 1.000 | 6 | 6 | 0 | 0 | 255 | 17  |
| 2    | Kharkiv Atlantes | .667  | 6 | 4 | 0 | 2 | 167 | 127 |
| 3    | Odessa Rangers   | .333  | 6 | 2 | 0 | 4 | 110 | 201 |
| 4    | Mykolaiv Vikings | .000  | 6 | 0 | 0 | 6 | 28  | 215 |

#### Divisione Ovest
| Pos. | Squadra          | PCT  | G | V | N | P | PF  | PS  |
| ---- | ---------------- | ---- | - | - | - | - | --- | --- |
| 1    | Lviv Lions       | .833 | 6 | 5 | 0 | 1 | 200 | 62  |
| 2    | Vinnytsia Wolves | .833 | 6 | 5 | 0 | 1 | 137 | 40  |
| 3    | Kiev Patriots    | .333 | 6 | 2 | 0 | 4 | 68  | 128 |
| 4    | Kiev Slavs       | .000 | 6 | 0 | 0 | 6 | 34  | 209 |

## Playoff

### Tabellone
|  | Semifinali | Semifinali       | Semifinali |            |    | Ukrainian Bowl | Ukrainian Bowl | Ukrainian Bowl |  |
|  |            |                  |            |            |    |                |                |                |  |
|  | 1E         | Kiev Capitals    | 21         |            |    |                |                |                |  |
|  | 1E         | Kiev Capitals    | 21         |            |    |                |                |                |  |
|  | 2O         | Vinnytsia Wolves | 18         |            |    |                |                |                |  |
|  | 2O         | Vinnytsia Wolves | 18         |            | 1E | Kiev Capitals  | 28             |                |  |
|  |            |                  |            |            | 1E | Kiev Capitals  | 28             |                |  |
|  |            |                  | 1O         | Lviv Lions | 14 |                |                |                |  |
|  | 1O         | Lviv Lions       | 1O         | Lviv Lions | 14 | 34             |                |                |  |
|  | 1O         | Lviv Lions       |            |            |    |                |                |                |  |
|  | 2E         | Kharkiv Atlantes | 20         |            |    |                |                |                |  |

### Semifinali
| Leopoli 7 agosto 2021, ore 14:00 | Lviv Lions | 34 – 20 (12-0 8-0 8-6 6-8) referto | Kharkiv Atlantes | Stadion Junost' |

| Ščaslyve 8 agosto 2021, ore 16:00 | Kiev Capitals | 21 – 18 (7-0 7-6 0-6 7-6) referto | Vinnytsia Wolves | Stadion Poselka Sčaslivoe |

### Ukrainian Bowl
| 22 agosto 2021 | Kiev Capitals | 28 – 14 (7-8 7-0 7-6 7-0) | Lviv Lions |  |

## Verdetti
- Kiev Capitals Campioni di Ucraina 2021

## Marcatori
Mancano i dati dei seguenti incontri:
- Rangers-Vikings della 2ª giornata
- Capitals-Vikings, Rangers-Atlantes e Slavs-Wolves della 4ª giornata
- tutta la 5ª giornata
- Rangers-Capitals e Slavs-Patriots della 6ª giornata.
- l'Ukrainian Bowl

| Giocatore    | Sq.              | TD rush | TD recv | TD int | TD p.ret | TD k.ret | TD oth | Xp1 | Xp2 | FG  | Saf | Totale |
| ------------ | ---------------- | ------- | ------- | ------ | -------- | -------- | ------ | --- | --- | --- | --- | ------ |
| Conwell      | Lviv Lions       | 6+2     | 0+1     | 0+0    | 2+0      | 0+0      | 0+0    | 0+0 | 0+1 | 0+0 | 0+0 | 68     |
| Kopus'       | Kiev Capitals    | 0+0     | 4+1     | 0+0    | 0+0      | 0+0      | 0+0    | 0+0 | 2+0 | 0+0 | 0+0 | 34     |
| 2 giocatori  | 28               |         |         |        |          |          |        |     |     |     |     |        |
| Kločko       | Kharkiv Atlantes | 2       | 0       | 1      | 0        | 0        | 0      | 0   | 3   | 0   | 0   | 24     |
| #80          | Kharkiv Atlantes | 1       | 2       | 0      | 0        | 0        | 0      | 2   | 0   | 1   | 0   | 23     |
| Luk'janenko  | Kiev Capitals    | 0       | 3       | 0      | 0        | 0        | 0      | 0   | 1   | 0   | 0   | 20     |
| 4 giocatori  | 18               |         |         |        |          |          |        |     |     |     |     |        |
| 3 giocatori  | 14               |         |         |        |          |          |        |     |     |     |     |        |
| 5 giocatori  | 12               |         |         |        |          |          |        |     |     |     |     |        |
| Šekel'       | Lviv Lions       | 1       | 0       | 0      | 0        | 0        | 0      | 0   | 2   | 0   | 0   | 10     |
| 5 giocatori  | 8                |         |         |        |          |          |        |     |     |     |     |        |
| 2 giocatori  | 7                |         |         |        |          |          |        |     |     |     |     |        |
| 26 giocatori | 6                |         |         |        |          |          |        |     |     |     |     |        |
| 3 giocatori  | 4                |         |         |        |          |          |        |     |     |     |     |        |
| Efimenko     | Kiev Slavs       | 0       | 0       | 0      | 0        | 0        | 0      | 0   | 0   | 1   | 0   | 3      |
| 6 giocatori  | 2                |         |         |        |          |          |        |     |     |     |     |        |
| Bezuskij     | Kiev Patriots    | 0       | 0       | 0      | 0        | 0        | 0      | 1   | 0   | 0   | 0   | 1      |